# Woodbury (Devon)
Pour les articles homonymes, voir Woodbury.
Woodbury est un village et une paroisse civile du Devon, situé dans le sud-ouest de l'Angleterre. 